# Po Toi
Po Toi (Traditioneel Chinees: 蒲台島; origineel: 蒲苔島) is een Chinees eiland gelegen in Hongkong. Het is het belangrijkste eiland van de Po Toi eilanden in Hongkong, met een oppervlakte van 3.69 km². Het eiland is toegankelijk via een particuliere veerboot of watertaxi. Er zijn vele oude rotstekeningen op het eiland te vinden. Deze zijn meer dan 2000 jaar oud en worden gezien als monumenten van Hongkong.